# Fumeria d'oppio
Fumeria d'oppio è un film del 1947 diretto da Raffaello Matarazzo.
Interpretato da Emilio Ghione Jr, il film è un poliziesco, remake della celebre saga cinematografica di Za-la-Mort, interpretata all'epoca del cinema muto dal padre Emilio.

## Trama
Una giovane donna viene derubata e assassinata in pieno giorno. Quale autore dell'assassinio viene arrestato un giovane, trovato in possesso di alcuni gioielli della vittima. Le appassionate proteste della sorella di lui destano la compassione di Za la Mort, che abita nella stessa locanda, e promette di aiutare la ragazza. Frugando tra le carte e i libri di questo, essa trova intanto l'indirizzo di certi amici, ai quali il fratello ha vagamente accennato. Si reca alla villa indicata, sperando aiuto, e capita così in un covo di spacciatori e fumatori d'oppio, dove essa stessa vien tenuta prigioniera. Lì si trovano i veri responsabili dell'assassinio e denunciatori del fratello. Con uno stratagemma anche il pregiudicato penetra nella villa, ma non riesce a liberare la ragazza, ed egli stesso ne esce a stento. Vi ritorna però con alcuni compagni, dopo aver preso accordi con la polizia, alla quale apre la strada. Tutti i banditi sono catturati: l'innocente viene liberato.

## Distribuzione
Il film fu distribuito nelle sale cinematografiche italiane il 5 settembre 1947.

## Accoglienza
Nonostante un cast di livello, il film ebbe un successo inferiore alle aspettative e non ebbe alcun seguito.